# Georges Cesbron
Georges Cesbron, né le 7 janvier 1936, est un historien de la littérature française et critique littéraire français. 

## Biographie
Georges Cesbron a déployé son activité didactique dans le cadre de l'Université d'Angers. Il a été le créateur du Département de la littérature française dans cette même université.

## Georges Cesbron et l'École de Rochefort
Dans le cadre du Centre de recherches de littérature et de linguistique sur l'Anjou et les Bocages dont il était le directeur, Georges Cesbron a réalisé un important et ambitieux cycle de travaux sur l'École de Rochefort. Celui-ci s'est traduit entre autres par plusieurs colloques, sur l’École pris dans son ensemble tout d'abord, sur ses différents membres ensuite, considérés individuellement (parmi eux : Marcel Béalu, Luc Bérimont, Jean Bouhier, Edmond Humeau, Michel Manoll, Jean Rousselot). Ces colloques ont été des moments privilégiés et stimulants d'échange et de partage entre des universitaires de renom et des poètes contemporains.

## Œuvres
- Dix siècles de littérature angevine, des scriptoria du XIe siècle à la récente modernité, Centre de recherches en littérature et linguistique de l'Anjou et des Bocages.
- Mélange Georges Cesbron (textes réunis par Éric Foulon), Presses de l'Université d'Angers, 1997.